# Remigia repanda
Remigia repanda là một loài bướm đêm trong họ Erebidae.